# ヨウ素時計反応
ヨウ素時計反応（ヨウそとけいはんのう、iodine clock reaction）は、ヨウ素デンプン時計反応とも言い、反応速度論の演示実験に用いられる古典的な時計反応で、スイス人化学者のハンス・ハインリヒ・ランドルトが1886年に発見した。この反応では、2つの無色透明の液体を混合すると最初は目に見える反応は起こらない。しかし、しばらく経過してから混合液体が突然深青色に変化する。この反応にはいくつかのバリエーションがある。いずれもヨウ素デンプン反応を利用している。

## 過酸化水素を用いた反応
過酸化水素と硫酸の混合溶液に、ヨウ化カリウムとチオ硫酸ナトリウムとデンプンを含む溶液を加えると以下の反応が起こる。
まず三ヨウ化物イオンが生成する（遅い反応）。
H2O2(aq) + 3 I−(aq) + 2 H+ → I3− + 2 H2O　…(1)
生成した三ヨウ化物イオンはすぐにチオ硫酸イオンによってヨウ化物イオンに変換される（速い反応）。
I3−(aq) + 2 S2O32−(aq)  →  3 I−(aq) + S4O62−(aq)　…(2)
三ヨウ化物イオンの分解反応(2)はその生成反応(1)よりもずっと速く、三ヨウ化物イオンは動的平衡においてわずかしか存在しない。チオ硫酸イオンが無くなると(2)の反応は停止し、三ヨウ化物イオンがデンプンと錯体を作り青色を呈する。
反応速度を加減することにより、色が変化するまでの時間を変化させることができる。pHを減少させるか、ヨウ化物イオンまたは過酸化水素の濃度を上げると時間は短くなり、チオ硫酸イオンの濃度を上げると逆に長くなる。

## ヨウ素酸塩を用いた反応
ヨウ素酸塩溶液（ヨウ素酸カリウム溶液）に亜硫酸水素ナトリウムの酸性溶液（硫酸）を加えると以下の反応が起こる。
ヨウ素酸イオンと亜硫酸水素イオンとの反応によりヨウ化物イオンが生成する（遅い反応）。
IO3− (aq) + 3HSO3− (aq) →  I− (aq) + 3HSO4−(aq)
過剰量のヨウ素酸塩によりヨウ化物イオンが酸化されヨウ素が形成する（律速段階）。
IO3− (aq) + 5I− (aq) + 6H+ (aq) →  3I2 + 3H2O (l)
しかしながら、ヨウ素は亜硫酸水素イオンによって速やかにヨウ化物イオンに還元される。
I2 (aq) + HSO3− (aq) + H2O (l) →  2I− (aq) + HSO4−(aq) + 2H+ (aq)
亜硫酸水素イオンが無くなると、亜硫酸水素イオンによって還元されずに残ったヨウ素がデンプンと深青色の錯体を形成する。

## 過硫酸塩を用いた反応
この時計反応では過硫酸ナトリウム、過硫酸カリウムまたは過硫酸アンモニウムがヨウ化物イオンからヨウ素への酸化に使われる。ヨウ素からヨウ化物イオンへの還元にはチオ硫酸ナトリウムを使う。
ヨウ素が生成する。
2I−(aq) + S2O82−(aq) → I2 (aq) + 2SO42−(aq)
生成したヨウ素がヨウ化物イオンに還元される。
I2 (aq) + 2S2O32−(aq) → 2I−(aq) + S4O62−(aq)
チオ硫酸イオンが無くなるとヨウ素がデンプンと錯体を形成し、深青色を呈する。

## 塩素酸塩を用いた反応
ヨウ素時計反応はヨウ素・ヨウ化カリウム（複方ヨード・グリセリン）、塩素酸ナトリウム、および過塩素酸溶媒からなる系でも起こり、以下の反応式で表される。
三ヨウ化物イオンとの平衡でヨウ素とヨウ化物イオンとが生成する。
I3− → I− + I2
塩素酸イオンがヨウ化物イオンを酸化し、次亜ヨウ素酸と亜塩素酸が生成する。これは遅い反応であり、律速段階となる。
ClO3− + I− + 2H+ → HOI + HClO2
次亜ヨウ素酸が生成することにより、下式の反応により塩素酸イオンの消費が加速される。このとき、亜ヨウ素酸とともに亜塩素酸が生成する。
ClO3− + HOI + H+ → HIO2 + HClO2
さらに、生成した亜塩素酸も塩素酸イオンと反応し、これを消費する。これは自触媒反応であり、最も速い段階である。
ClO3− + HIO2 → IO3− + HClO2
この時計反応では、誘導期は自触媒反応が始まるまでの間であり、そのあとに単体のヨウ素の濃度が急速に低下することが紫外・可視分光法により観測される。酸化剤である塩素酸イオンが消費しつくされると I5− が生成するようになり、これがデンプンと錯体を形成する。